# Institut national des beaux-arts de Tétouan
 (décembre 2022).
Si vous disposez d'ouvrages ou d'articles de référence ou si vous connaissez des sites web de qualité traitant du thème abordé ici, merci de compléter l'article en donnant les références utiles à sa vérifiabilité et en les liant à la section « Notes et références ».
L'Institut national des Beaux-arts de Tétouan est un établissement d'enseignement supérieur marocain.

## Historique
Créé en 1945 sous le nom d’École préparatoire des beaux-arts de Tétouan, l'établissement devient l'École nationale des beaux-arts en 1956 à l'indépendance du Maroc.
Après la création du Conservatoire hispano-marocain, il a fallu compléter le domaine de la greffe artistique dans la ville de Tétouan, où Giacomo Bertucci originaire de Grenade a travaillé pour pousser le Département espagnol de la protection à créer une école préparatoire à l'enseignement des arts plastiques pour les indigènes dont il était le premier directeur.
Le premier objectif de cette école était de revitaliser le mouvement artistique dans la région de Khalifia, en proposant des études artistiques aux talentueux et amateurs marocains et espagnols. Le premier directeur, Granati Mariano Bertacchi, a été chargé de l'organiser du point de vue administratif et pédagogique, tel qu'il a été lancé après sa création le 12 décembre 1945 dans l'espace qui occupait le Centre d'études marocaines - le bâtiment du ministère de l'Éducation maintenant - et après l'établissement officiel a été créé par le Dahir Khalifi en l'an 1946.

## Des générations d'art plastique au nord du Maroc
L'enseignement des beaux-arts au Maroc en général et au nord du Maroc en particulier a connu trois grandes générations selon le développement de l'école des beaux-arts de Tétouan autant qu'un département d'enseignement supérieur :
De 1945 à 1956, la première génération des artistes est constituée d'espagnols ou de juifs marocains. Ils ont étudié à l'école préparatoire aux beaux-arts de Tétouan. Citons à titre d'exemples : Amadio Fricassas, Antonio Moya, Martine Brado, Louis Fernandet.
De 1957 à 1993, la deuxième génération est celle d'artistes marocains. Ils ont étudié à l'Ecole Nationale des Beaux-Arts de Tétouan. Lors de cette période, l'École Nationale des Beaux-Arts a connu de grands changements, d'abord le déplacement de l'école vers le nouveau emplacement, suivi par son inauguration par Mohammed V et dirigée par l'artiste Mohamed Sarghini qui a fait des études académiques d'art plastique au début des années 1940 à l'Académie royale des Beaux-Arts San Fernando de Madrid. À cette époque, une équipe pédagogique marocaine figure parmi les grands lauréats des institutions supérieures espagnoles. Ces actions sont le résultat  de la démarche de l'administration pour une marocanisation des institutions et des établissements d'enseignement au Maroc. Le premier marocain lauréat de l'école préparatoire aux beaux-arts de Tétouan était Thami El Kasri Dad, un sculpteur. Après lui plusieurs lauréats  l'ont suivi comme El Yazid Ben Issa, Abdallah El Fakhar, Mekki Meghara, Mohamed Naciri, Saad Ben Seffaj et d'autres.
En 1993, par décret gouvernemental n° 2-93-135 du 29 avril 1993, l’école est élevée au rang d’établissement d’enseignement supérieur et devient l’Institut National des Beaux-arts de Tétouan. Elle reçoit la troisième génération des artistes marocains. Depuis cette date, l'institut est chargé de former des cadres dans différents domaines artistiques et les arts appliqués pendant 4 ans. Il offre ainsi des formations artistiques dans tous les domaines artistiques : la sculpture, la gravure, le dessin, la peinture, la bande dessinée et le design publicitaire.
En 2020, son directeur est Mehdi Zouak.

## Élèves
- Ahmed Ben Yessef.
- Abdallah Sadouk.